# Catálogo de mujeres
El Catálogo de mujeres (Γυναικῶν κατάλογος: Gynaikṓn katálogos) es un antiguo poema griego. Las «mujeres» del título no son otras que las heroínas, que yacieron con los dioses o mortales, para alumbrar a la nueva generación de héroes de una genealogía. Los escritores antiguos lo atribuyeron a veces a Hesíodo, aunque el poema contiene unas pocas referencias a sucesos y cosas posteriores a la época de Hesíodo que podrían sugerir que fueron añadidas más tarde o que la épica es de un autor completamente diferente. Dado que Hesíodo sólo es conocido como el autor de los Trabajos y días y la Teogonía, que pueden no tener la misma fecha o autor, la distinción no está clara. Debido a que la datación del poema es una de las cuestiones más problemáticas sobre él, su autoría permanece anónima.

## Título y fórmula de lasEeas
En la antigüedad el poema también fue conocido como las Eeas (en griego antiguo, Ηοίαι o Ήοιαι; en latín, Eoeae, Ehoeae, Eoiae, etcétera), de la fórmula Η' οιή (ē' hoiē), «o una mujer como...», que introduce nuevas secciones dentro del poema, siendo también posible que se tratase de dos poemas diferentes del mismo estilo, pues sólo los conocemos por citas. También se aludía al poema en plural como Catálogos de mujeres, pero el singular es mucho más frecuente. No obstante la fórmula introductoria de las Eeas aparece atestiguada sólo en unos pocos casos conservados, a saber: las hijas de Testio (frs. 23a y 27), las hijas de Partaón (fr. 26), Mestra y Eurínome (ambas en fr. 43a), Asterodea (fr. 58), Corónide (fr. 59), Atalanta (frs. 73-76), Antíope (fr. 181), Alcmena (fr. 195) y Cirene (fr. 215). Esta fórmula introductoria del Catálogo también se repite en otra obra hesiódica, las Grandes Eeas, que tendría una temática similar. No está clara la función que cumple la fórmula de las Eeas en el poema. En algunos casos parece funcionar para presentar a una mujer que tiene unión con una deidad, pero en otros casos vale como nexo para presentar una nueva rama dentro de una genealogía. Otros más piensan que la fórmula parece ser una tradición común dentro de un tipo de poemas genealógicos.

## Fecha
La monumental investigación de Richard Janko (n. 1955) sobre el lenguaje épico sugiere que el Catálogo es muy antiguo, quizá contemporáneo de la Teogonía, es decir, del 700 a. C. aproximadamente. Se han propuesto otras fechas: Jacques Schwartz creía que el poema había alcanzado su forma definitiva entre el 506 y el 476 a. C., y Martin Litchfield West, por razones más literarias, lo fecha entre el 580 y el 520 a. C. La razón más importante para considerar una fecha más tardía es una referencia a la ciudad de Cirene (fr. 215 y 216 M-W), que fue fundada en el 631 a. C. Por otra parte, el propio West asigna fechas tan tempranas como el 776 a. C. a partes del contenido del poema.
Como sucede siempre con textos derivados de fuentes de la tradición oral (como las épicas homéricas), es difícil determinar la antigüedad de parte del material y la fecha en la que fue terminado el texto escrito tal como nos ha llegado. Más aún, un poema cuya principal etapa de composición fue completada en el 700 a. C. pero no fue transcrito hasta el 550 puede haberse transformado considerablemente en varios aspectos - como pueden ser el añadido de referencias a Cirene y la modernización del estilo -, y haberse conservado en otros - como pueden ser los rasgos de un estilo poético anterior.

## Épica fragmentaria
El poema es fragmentario, lo que quiere decir que se conserva en citas, trozos de papiro antiguo y referencia de segunda mano en otros autores. Sin embargo, está mucho mejor atestiguado que la mayoría de las obras «perdidas», y los trozos supervivientes del texto original están bien por encima de los 1000 versos, más que cualquiera de los otros poemas hesiódicos, los Trabajos y días y la Teogonía.
Las referencias al poema tienen normalmente la forma de un número de fragmento en una edición concreta, con números de línea. Por ejemplo, «fr. 23(a).15» señala el fragmento 23(a) en la edición de M(erkelbach) y W(est), línea 15. Todas las ediciones tienen su propia numeración, por lo que es importante especificarla. En una edición (Merkelbach y West 1967, 1990) sobreviven casi 250 fragmentos, reduciéndose en la más reciente (Hirschberger 2004), por diversas razones, a 142. Más fragmentos no equivale a mejor edición; en cambio, una edición más reciente no es necesariamente mejor. Por tanto siempre coexistirán múltiples ediciones. 
En este artículo se citará a menudo la edición del Catálogo propuesta por Merkelbach y West (M-West), que hasta el momento se considera la versión más ortodoxa. De no especificar lo contrario, la edición referida de los fragmentos de la obra será siempre por defecto esa.

## Contenido
De acuerdo a la enciclopedia bizantina del Suda el poema completo constaba de cinco libros en hexámetros dactílicos, cada uno con hasta 1000 líneas. Los estudiosos creen que el número total de versos de la obra estaría estimado entre 4000 o 5000 líneas. Esta métrica es la misma que la de Homero, y la obra se parece al catálogo de naves de la Ilíada al constar de una lista de elementos disjuntos, brevemente descritos. El Catálogo es una lista de mujeres famosas de la mitología griega, y sus descendientes tanto con hombres como con dioses. El poema empieza así:

Νῦν δὲ γυναικῶν φῦλον ἀείσατε, ἡδυέπειαι
Μοῦσαι Ὀλυμπιάδες, κοῦραι Διὸς αἰγιόχοιο,
αἳ τότ’ ἄρισται ἔσαν [
μίτρας τ’ ἀλλύσαντο [
μισγόμεναι θεοῖσ[ιν
Y cantad ahora de la tribu de mujeres, de dulce voz
Musas Olímpicas, hijas de Zeus Egidoco,
aquellas que fueron las mejores de ese tiempo [ ...
y soltaron sus fajas [ ...
fundiéndose con los dioses [.

Esta invocación a las Musas es estándar en el estilo épico. En términos generales, la épica estaba dividida en varias genealogías clave, si bien son objetos de debate las divisiones entre éstas, y cómo estaban dispuestas en sus primeros cuatro libros. Entre las genealogías importantes estaban las de dos de los hijos de Deucalión y Pirra: Helén, Pandora y Tuya quienes con Orséis y Zeus engendraron a los progenitores de la nación greco-helena: Greco, Macedón, Magnes, Doro, Eolo y Juto (con sus dos hijos, Aqueo e Ion). Otras genealogías importantes son las de los eólidas, ináquidas, pelasgos y atlántidas (descendientes, respectivamente, de Eolo, Ínaco, Pelasgo y Atlas). El estilo de las genealogías es parecido al de los pasajes genealógicos de las épicas homéricas, como la genealogía de Glauco en el libro IX de la Ilíada, la de Eneas en el libro XXI o la de Teoclímeno en el XV de la Odisea. Se dan breves descripciones de algunas figuras de las genealogías, mientras otras están elaboradas y tienen sólidos argumentos a su alrededor. Como resultado, el poema es una mina de información sobre la mitología griega. Hay también fuertes semejanzas con el catálogo de heroínas que Odiseo ve en el inframundo en la Odisea XI. El Libro V era diferente, y puede haber sido originalmente un poema separado: consistía en un catálogo de unas 200 líneas de pretendientes de Helena, parecido estilísticamente al catálogo de las naves de la Ilíada II, y probablemente encabezase un relato del comienzo de la guerra de Troya (quizá incluso directamente la Cipria).

### Libro I
El primer libro del Catálogo es, con diferencia, el más atestiguado en los fragmentos supervivientes, con cientos de versos que se solapan en los pergaminos. Al menos 420 versos en hexámetros dactílicos han sobrevivido en parte o completamente. Quizás el solapamiento más importante de ellos es el que conecta la Teogonía con el Catálogo: los dos últimos versos de la Teogonía coinciden con las dos primeras líneas del Catálogo. Se cree, en consecuencia, que el Catálogo en algún momento formaba parte de la Teogonía como una continuación natural de ésta. Después de 150 versos al comienzo del Catálogo, se nos ofrece una nueva invocación a las Musas, para introducir un tópico nuevo, más terrenal, en el que la narración pasa a centrarse en las características de la edad heroica: dioses y mortales interactuaban libremente por entonces: «otrora comunes los festines eran, y comunes las asambleas para inmortales dioses y para mortales hombres». Las líneas que han sobrevivido del proemio terminan hablando de una introducción en donde se anuncia la unión de «las ínclitas razas de todas estas mujeres» con los dioses; al menos han sobrevivido las menciones (en orden) de Zeus, Poseidón, Apolo, Ares, Hefesto, Hermes y finalmente el papiro se termina con la mención de Heracles.

#### Descendencia de Deucalión
El uso repetido de la frase introductoria de las Eeas («o como la que...») implica que hubo una mujer con la que se iniciaba este tópico. Se cree que la primera mujer referida con esta fórmula sería Pirra, la esposa de Deucalión. Los estudiosos no se ponen de acuerdo sobre si el poema incluía el mito del diluvio, pero la creación de la raza humana a partir de las piedras que arrojaron Deucalión y Pirra sí está atestiguada en la obra. Como era de esperar, Zeus es el primer dios en tener unión sexual con una mujer mortal y así engendra con Pirra a Helén, epónimo de los helenos y la Hélade. Pirra también alumbró tres hijas, habidas por Deucalión: Protogenea, Tuya y Pandora; esta última sería así llamada en honor a su abuela materna. Estas tres Deucálides, al igual que Pirra, tuvieron contacto con Zeus. Así Protogenea fue la madre de Etlio. Tuya la de Magnes y Macedón. En tanto que Pandora alumbró a Greco. Se dice que estos héroes primitivos epónimos son el origen de algunos pueblos griegos, como los magnesios (Magnes), macedonios (Macedón), griegos (Greco) y etolios (por Etolo, nieto de Etlio).
Después de disertar sobre las Deucálides, el poema se centra entonces en Helén, cuya estirpe tuvo mucha más relevancia en términos genealógicos. Helén engendró tres hijos, Doro, Juto y Eolo, aparentemente con Otréis u Ótride, la ninfa del monte Otris, que aparece descrita como Orséis en la Biblioteca mitológica. Doro es el héroe epónimo de los dorios, y su hijo fue Egimio, a su vez padre de Dimante y Pánfilo, epónimos de las tribus de los dimanes y los pánfilos, respectivamente. A estas dos tribus se suman una tercera, los hileos, por Hilo, el hijo de Heracles. Efectivamente Dimante, Pánfilo e Hilo habían emigrado al Peloponeso y dieron sus nombres a las llamadas tres tribus dorias (relacionadas con el retorno de los Heraclidas). Sorprendentemente Doro eligió como esposa a una hija de Foroneo, cuyo nombre no ha sobrevivido, y con ella fue padre de cinco hijas (las Dórides), madres a su vez, de forma colectiva, de las razas de las ninfas oréades, los sátiros y los curetes (tribu etolia). Al menos de las hijas de Doro sólo ha quedado atestiguado el nombre de Iftime en otras fuentes, como madre de los sátiros en su unión con Hermes. Por su parte Juto se desposó con Creúsa, hija de Erecteo, y fue padre de Ion y Aqueo, epónimos de los jonios y aqueos, respectivamente. Juto también fue padre de una hija, Diomede.

#### Descendencia de Eolo
A continuación el poema sigue con la genealogía más extensa que aparece en el Catálogo, y no es otra que la de los Eólidas. La descripción de estos Eólidas se extiende durante al menos 200 líneas hasta finalizar el libro I, para continuar en el libro II. Eolo se había desposado con Enárete, quien le dio siete hijos y luego cinco hijas; parece que la Biblioteca mitológica, una vez más, se habría basado en el Catálogo. Los hijos de Eolo que ciertamente están atestiguados en el poema son Creteo, Atamante, Sísifo, Salmoneo, Deyoneo y Perieres. No ha sobrevivido el nombre del séptimo y último de los Eólidas, en cuya mención se ubica una laguna. Para enmendar esta ausencia West ha propuesto varias alternativas, rellenando la laguna con el nombre de Minias, pero también habría una posibilidad, en menor medida, de que se tratase de Locro o Magnes. Estos siete Eólidas se criaron en los palacios paternos hasta la adolescencia, y luego se convertirían, a su vez, en padres de una ínclita descendencia.
El poema continúa entonces con la descendencia de las Eólides, hijas de Eolo, que abarcaría unas 400 líneas llegando a ocupar, más o menos, la mitad del libro I. Estas cinco Eólides fueron, sin duda, Pisídice, Alcíone, Cálice, Cánace y Perimede, cuya descendencia está repleta de elementos folclóricos que apenas son mencionados en los poemas homéricos. Comienza el excursus de las Eólides con Perimede, quien, unida al dios fluvial Aqueloo, engendró a Hipodamante y éste a Éurite y a un tal Antímaco. A continuación se nos narra el matrimonio entre Partaón y Éurite, de los que nacieron Eneo y sus hermanos. Tideo, el hijo de Eneo, había matado a sus tíos «porque habían privado al divino Eneo de su fuerza y su dominio».
Toma entonces el relevo Cálice, que fue desposada por Aetlio, y he aquí que nació Endimión. El poema nos cuenta como Zeus bendijo a Endimión con un don, pues él podría escoger a voluntad el día de su muerte, manteniéndose siempre joven. Hijo de Endimión fue el héroe epónimo Etolo, padre de Pleurón y Calidón, quienes dieron sus nombres a ciudades importantes de Etolia. Agenor fue un rey muy importante, y era hijo de Pleurón. Pero entonces nos encontramos que el papiro que contiene esta parte del poema está tan mutilado que no se puede dilucidar más. Se mencionan al menos los nombres de Eléctor, Ares y dos muchachas, Policasta y Deidamía; para encontrarle sentido al contexto tendremos que acudir, de nuevo, a la Biblioteca.
Alcíone es la siguiente Eólide en ser descrita, tras un vacío de seis versos que no se han conservado. Por suerte la trágica historia de Alcíone y Ceix está bien atestiguada en otras fuentes. El Catálogo nos dice que la pareja se consideraba tan dichosa que cometieron hybris, comparándose a los dioses olímpicos Zeus y Hera. Como era de esperar estos dioses se sintieron ofendidos y el desenlace trágico termina con la metamorfosis de ambos en aves marinas, castigo por su soberbia. Desde entonces ambas aves se llaman una a la otra, con anhelo en el corazón.
A continuación se entremezclan las genealogías tesalias de las dos últimas hijas de Eolo, Pisídice y Cánace. Pisídice, con Mirmidón, fue madre de Ántifo y Áctor. Éste se desposó con Molíone, a quien su padre la mantuvo lejos del contacto de los hombres. Entonces entra en escena Poseidón, que deja grávida a Molíone de los dos siameses monstruosos, los Moliones. Éstos, llamados también Actoriones en honor a su padre putativo, Áctor, tenían una constitución portentosa, pues «eran monstruosos al ser dos en un solo cuerpo». Otros gemelos monstruosos son citados a continuación en el Catálogo, y no son otros que los Alóyadas o Alóadas. Estos eran dos hijos de Ifimedea y Aloeo, hijo de Poseidón y Cánace. Crecían desmesuradamente y con solo nueve años ya tenían el tamaño de gigantes. En la Biblioteca se nos cuenta que asaltaron al Olimpo, confiados en su tremebunda fuerza, pero que finalmente fueron derrotados por la astucia de Ártemis.
 

El Catálogo pasa entonces a centrarse en Demódice, la hija de Agenor, que había rehusado del contacto con los hombres, pero que con Ares fue madre al menos de Testio. Las hijas de Testio son introducidas como una de las Eeas más célebres e importantes en la mitología. Las Testíades fueron Leda, Altea e Hipermestra, conectadas con las tres grandes sagas de la poesía épica, esto es, la guerra de Troya (por Helena, hija de Leda), la caza del jabalí de Calidón (por Meleagro, hijo de Altea) y la expedición de los siete contra Tebas (por Anfiarao, hijo de Hipermestra). 
«O como aquellas muchachas (...), tres, y cual diosas, conocedoras de acciones hermosísimas, Leda, Altea e Hipermestra de ojos de vaca».
Al matrimonio de Leda con Tindáreo le siguen automáticamente los nacimientos de Clitemestra, Timandra y Filónoe, a quien esta última Ártemis hizo inmortal. Clitemestra y Agamenón tienen dos hijas, Electra e Ifímede, más conocida por el nombre que le dieron los poetas posteriores, Ifigenia. Había sido profetizado que la muchacha fuese sacrificada a Ártemis antes de que la flota griega pudiera zarpar hacia Troya, pero en los eventos del Catálogo la muchacha es sustituida en el último momento por un eidolon, e inmortalizada como Ártemis Enodia («de los caminos»), también llamada Hécate. A continuación se narra el nacimiento de Orestes y su matricidio, que es la fuente más antigua que atestigua este dato, así como el sacrificio de Ifímede. Le sigue el matrimonio de Timandra con Équemo, y a continuación se nos habla del nacimiento de los dos Dioscuros por parte de Leda, tras varias líneas que no se han conservado. Se cree que la obra daría paso al nacimiento de Helena, pero nada cierto hay de ello; lo que sí es cierto es que tanto Cástor como Polideuco son ambos hijos de Zeus, y que Helena aparecería en la obra como una hija de Zeus y de una oceánide innominada.
Otra de las Testíades, Altea, yace primero con Ares para engendrar entonces a Meleagro, cuyas cualidades heroicas son descritas junto a su muerte, a manos de Apolo. Había estallado, por entonces, la lucha de los etolios contra los curetes de Pleurón, trama que conduce naturalmente al episodio de la cacería del jabalí de Calidón. Pero Altea se había desposado con Eneo, y le dio varios hijos, además de dos hijas, Gorge y Deyanira; esta es citada por ser la causante involuntaria de la muerte de Heracles. Deyanira le dio a Heracles varios hijos, entre ellos el más importante, Hilo. Al final Heracles alcanza la apoteosis y se desposa con la diosa Hebe. Finalmente entra en escena la última de las Testíades, Hipermestra, que unida al héroe argivo Oícles es madre de Anfiarao, valiente en la asamblea y la pelea; de ellos nada más se sabe porque las líneas del papiro de Oxirrinco a partir de aquí están mutiladas.

Finaliza la narración de la estirpe de las Eólides con la Eea de las hijas de las Partaónides. Partaón tuvo tres hijas por Laótoe, que moraban libres por los montes como si de ninfas se tratasen. 
«O como las hijas de Partaón que fueron tres y cual diosas, conocedoras de hermosísimas acciones, a las que en otro tiempo alumbró Laótoe, irreprochable reina hiperea, tras haber subido al lecho fecundo de Partaón: Euritemiste, Estratonice y Estérope. Éstas, compañeras de las ninfas de hermosos bucles ...».
Una de ellas, Estratonice, fue raptada por Apolo, quien se la entregó a su hijo Melaneo. E hijo de ambos fue Éurito, el rey de Ecalia, que también tuvo hijos, entre ellos Yole, por quien Heracles derribó las murallas de Ecalia. Otra de las Partaónides, Euritemiste, fue reclamada como la esposa de Testio. Pero la última de las hermanas, Estérope, tuvo a las Sirenas en su unión con el dios fluvial Aqueloo. Se dice que Zeus les concedió la bella isla de Antemusa y que con sus cantos eran capaces de calmar los vientos marinos.
West ubica otra de las Eeas, la de Corónide o Coronis, en la llanura de Dotio en Tesalia.
«O como aquella que, habitando en Colinas Gemelas, en la llanura de Dotio, frente al Ámiro de muchas uvas, indómita doncella, lavó su pie en el lago Bebe ... labrantío ... bosque sagrado ... hermosos palacios ... Hermes ... esposa ... teniendo».
Por un escolio sabemos que se contaba lo siguiente sobre Coronis: vino aquí un cuervo y comunicó acciones oscuras a Febo de intonsa cabellera, que Isquis, hijo de Élato, se había casado con Coronis, la hija de Flegias de origen divino. En la mitología Coronis fue la madre de Asclepio por Apolo pero parece que el Catálogo se refería al mismo como nacido de Arsínoe, hija de Leucipo. Nada impone, no obstante, que el Catálogo diera las dos versiones del nacimiento de Asclepio en la misma obra.
La Eea de Tiro, hija de Salmoneo, vale para iniciar la transición en el Catálogo hacia la temática de los hijos de Eolo. Como rey de Élide Salmoneo mostró su arrogancia queriendo igualar a Zeus y fue castigado por su impiedad: decía que él era Zeus, a quien despojó de las ofrendas al ordenar que los sacrificios se hicieran en su propio honor, y arrastrando de su carro odres secos y calderas de bronce, decía que tronaba, y arrojando al cielo antorchas encendidas, decía que relampagueaba. Pero Zeus lo fulminó y destruyó la ciudad fundada por él, así como a sus hijos y a todos sus habitantes. Tan solo quedó viva una de sus hijas, Tiro, porque constantemente le recordaba a su padre que obraba de forma impía contra los dioses. Zeus le perdonó la vida y la condujo a casa de su tío Creteo, otro de los hijos de Eolo Creteo crio con afecto a la muchacha pero cuando esta llegó a la adolescencia se enamoró del dios fluvial Enipeo y frecuentaba sus orillas. Poseidón aprovechó la ocasión para adoptar la forma del río y así se acostó con Tiro, ocultando la bribonada bajo el amparo de una enorme ola. A su debido tiempo Tiro alumbró a los hijos que había engendrado de Poseidón: Pelias y Neleo, quienes desde un principio no se llevaron bien, por lo que Zeus les concedió ser reyes de tierras separadas.
A continuación el Catálogo narra la estirpe de Neleo, a quien Zeus le concedió ser rey de Pilos en Mesenia. Allí se desposó con Cloris de Orcómeno, quien le hizo padre de doce hijos, entre ellos el más importante, Periclímeno. Éste había sido bendecido por su abuelo Poseidón, con el don de adoptar la forma que quisiera. Cuando Heracles asedió Pilos, matando a todos los hijos de Neleo, tan sólo resistió Periclímeno, que intentó engañarlo tomando la forma de varios animales. El poema introduce brevemente la aristía de Periclímeno, que nada pudo hacer contra Heracles, pues este contaba con el apoyo de la propia Atenea. No obstante uno de los hijos de Neleo, Néstor, se había salvado porque en ese momento permanecía como huésped entre los gerenios. Néstor tuvo seis hijos de su esposa Anaxibia, y además una hija, Policasta, que más adelante se desposaría con Telémaco. A continuación de la narración de la familia de Néstor, el Catálogo presenta a Pero, hija de Neleo. Muchos eran los pretendientes que la solicitaban, pero Neleo sólo entregaría a su hija a aquel pretendiente que fuera capaz de robar los ganados de Ificlo en Fílace. Melampo, ayudado por sus dotes de adivino, consiguió el trofeo y así su hermano, Biante, consiguió la mano de Pero. Esta alumbró a Tálao. A continuación los hermanos Melampo y Biante viajaron hasta la corte de Preto en Argos, en donde Melampo curó a las Prétides, que eran presas de una maldición por la cólera de Hera.
El poeta entonces retoma la narración y regresa al hermano de Neleo, Pelias, que gobernaba en Yolco. Pelias se desposó con Anaxibia, hija de Biante, y por la que fue padre de varias hijas, entre ellas Alcestis. El papiro a partir de este punto es ilegible. La historia entonces se enlaza con la unión de Creteo y Tiro, que fueron padres de Esón, Feres y Amitaón. De Esón y Polimela, hija de Autólico, nació Jasón. Jasón fue criado en el monte Pelión bajo la tutela del sabio centauro Quirón y su esposa Nais.
El último de los Eólidas descritos en el libro I es Atamante, que gobernaba en Beocia. Como es fama Atamante tuvo una vida familiar complicada, y muchos detalles de ella toman parte en el Catálogo. Sus primeros hijos fueron Frixo y Hele, alumbrados por Néfele. Aquí sucedería al menos la primera mención de la saga de los Argonautas, que tendría su origen en la narración de Jasón. Néfele había enviado a sus dos hijos lejos, a lomos de un carnero inmortal, debido a las intrigas de Ino según otras fuentes. Atamante fue maldecido con la locura por Zeus, quizás por hacerse cargo del infante Dioniso, y así mató a su hijo Learco, habido con Ino. Esta no tuvo más remedio que huir de su esposo encolerizado, arrojándose al mar con su otro hijo en brazo, Melicertes. Zeus, complacido por la bondad de Ino, la divinizó como la deidad marina Leucótea. En algún momento antes de su matrimonio con Ino, Atamante había engendrado al menos a Leucón y Esqueneo con Temisto.
El Catálogo en este momento pasa a referirse a las tres hijas de Leucón, Pisídice, Evipe e Hiperipe, en su viaje a orillas del río Cefiso hasta Orcómeno. El texto en este punto aparece muy lacunoso, pero baste decir que las tres hijas de Leucón probablemente tendrían unión con los tres hijos de Orcómeno, hijo de Minias. Evipe había tomado por esposo a Andreo, pero en realidad tuvo un hijo del dios fluvial Cefiso, que se llamó Eteoclo; se dice que éste fue el primero en realizar un sacrificio en honor a las Gracias. En cuanto a Pisídice, otra de las hijas de Leucón, parece que se desposó con Copreo, nieto de Orcómeno, quien la hizo madre de Argino. En esta parte ya se describiría a los tres hijos de Orcómeno, llamados Aspledón y Anfídoco, epónimos de ciudades de Fócide, y además Clímeno, descrito habitualmente como el sucesor del propio Orcómeno. En alguna parte de la estirpe orcomenia se citaría finalmente a Elara, la hija de Orcómeno, que como es fama fue la madre, por Zeus, del gigante Ticio. Por otras fuentes sabemos que éste intentó violar a Leto, la madre de Apolo y Ártemis.

### Libro II
No se sabe a ciencia cierta en qué punto los fragmentos conservados indican la transición del libro I al libro II. Al menos se tiene en consideración que las familias de los restantes hijos de Eolo, Perieres, Deyoneo y Sísifo (en ese orden) estarían descritos en el segundo libro. Esto parece suficientemente cierto debido a que no hay espacio para incluir al resto de los Eólidas como grupo después de la descripción de las familias de Neleo y Pelias, que sí pertenecen al libro I con toda seguridad. Hasta hace relativamente poco se creía que la Eea de Atalanta marcaba justo el final del libro I y el inicio del libro II, pero nuevas evidencias desmienten esta teoría (ver libro III).
El Eólida Perieres y su familia están ubicados en Mesenia. Este Eólida fue padre, al menos, de Afareo, Leucipo y un tercer hijo, Halirrotio, por su esposa Alcíone. Leucipo fue padre de varias hijas, pero el poema se centra en una de ellas, Arsínoe; de ella y Apolo nacieron Asclepio y Eriopis. Asclepio se ganó la cólera de Zeus y éste lo fulminó con un rayo, lo que provocó el resentimiento de Apolo, que se atrevió a vengarse de su padre matando a los cíclopes. Zeus habría sumido a Apolo en el Tártaro si no fuese por las súplicas de Leto; por lo que Apolo fue condenado a servir a Admeto durante un año.
 

Directamente seguida del episodio de Asclepio es citada la Eea de Asterodea, hija de otro Eólida, Deyoneo. 
«O como aquella a la que, con los caballos (y ajustados carros) ... Foco de de buena lanza.. . Asterodia (hija del magnánimo Deyoneo), desde Fílace. Ésta dio a luz a Criso (y al magnánimo Panopeo) en una sola noche ... Estos dos, incluso antes de ver la brillante (luz del sol), luchaban entre sí cuando se hallaban en el cóncavo vientre de su madre».
Asterodea, que residía en Fílace, alumbró a Criso y Panopeo, quienes ya luchaban entre sí desde el vientre materno. Otro hijo de Deyoneo era Fílaco, que convino en casarse con Clímene, hija de Minias y Eurianasa. Pero Clímene con anterioridad había tenido relaciones con Helio, por el que fue madre de Faetonte; por otras fuentes sabemos que Faetonte fue el desdichado conductor del carro del sol. Más célebre fue, en cambio, el hijo que le dio Clímene a Fílaco, que se llamó Ificlo. Este era tan ágil de pies que «corría por encima de las espigas de trigo y no las quebraba». El poema también dice que Ificlo no participó en la expedición de los Argonautas. Otra hija de Deyoneo, Filónide, tuvo ayuntamiento con dos dioses diferentes: por Apolo fue madre de Filamón y por Hermes, de Autólico. Filamón, un gran músico, engendró a Támiris, a quien las Musas dejaron ciego. Por su parte Autólico superaba a todos como ladrón, pues tenía la capacidad de cambiar el aspecto de sus botines, evitando así ser siempre detectado. Polimela, la hija de Autólico y madre de Jasón, es citada precediendo directamente a la Eea de Mestra, hija de Erisictón.
«(O como la hija de Erisictón) semejante a un dios ... del hijo de Tríope, (Mestra de hermosos bucles, que de las Gracias) destellos tenía. (A éste, Etón le llamaron de sobrenombre las estirpes de mortales hombres por causa de su hambre, ardiente, violenta ... al ardiente hambre todos».
La historia de Mestra es la historia mejor preservada y la sección más estudiada del Catálogo. Mestra poseía la habilidad de transformarse en todo tipo de animal y su padre la tenía como remedio de su hambre, pues la ponía en venta todos los días y se alimentaba de lo que sacaba. Se dice que Erisictón, hijo de Tríope, arrasó el bosque sagrado de Deméter; ésta, irritada, lo maldijo con un hambre voraz, de modo que jamás cesase su necesidad de comer. Por esta maldición era conocido como Etón, esto es, «ardiente». Etón desposaba a la muchacha cada día, para conseguir el precio de la dote que aportaban los pretendientes, pero cada noche Mestra escapaba con la forma de un animal y regresaba a su casa. Resultó que la víctima más notable de esta argucia no fue otro que Sísifo, que a pesar de su notable astucia no era capaz de retener a su nuera. Sísifo había llegado a casa de Erisictón buscando esposa para su hijo Glauco, a quien engendró con Mérope, una de las Pléyades. Surgió una disputa entre Sísifo y Etón, que ningún mortal pudo resolver, y el caso fue entregado a otra autoridad. El texto se ha conservado demasiado mutilado como para conocer el mediador de la disputa así como la naturaleza del veredicto. Sea lo que fuere Sísifo terminó perdiendo, pues Zeus había decretado que Glauco no engendraría descendencia. Poseidón aprovechó la coyuntura y raptó a Mestra, conduciéndola a Cos, en donde la muchacha daría a luz a su hijo habido por Poseidón, al que llamó Eurípilo. Los descendientes de Eurípilo gobernaron en la isla, pero entonces el poema pasa a narrar algunas peripecias de Heracles. Éste había llegado recientemente de Troya, buscando las yeguas de Laomedonte, pero devastó los pueblos de Cos. También se nos dice que después marchó a Flegra, en donde participó en la Gigantomaquia. La Eea de Mestra termina con el regreso de Mestra hacia Atenas para cuidar de su padre.
Después de la historia de Mestra es citada a continuación la Eea de Eurínome. Ésta era una hija de Niso, tan hermosa como diestra, pues la propia Atenea la había enseñado personalmente. Sísifo intentó comprar a la muchacha con una ingente dote de ganado, pero no tuvo en cuenta que Zeus había decretado que la estirpe del Eólida no se perpetuaría en la tierra. No obstante Sísifo consiguió lo que no pudo con Erisictón, pues Glauco se desposaría con Eurínome. Poseidón yació con ella y he aquí que Eurínome alumbró al héroe Belerofonte. Poseidón le regaló a su hijo al caballo alado Pegaso, con el que mató a la Quimera y logró desposarse con la hija de Yóbates, rey de Licia.

#### Descendencia de Ínaco
En la Biblioteca mitológica la descendencia de Ínaco le sigue a la de Deucalión, y parece que en el Catálogo ocurriría lo mismo. La descendencia de los Ináquidas no está tan bien atestiguada en los fragmentos supervivientes de la obra, pero en general se conviene que comenzaría con la unión de Zeus con Níobe, hija de Foroneo, y que fruto de esta unión nacería Argos, el héroe epónimo. Hijo de Argos fue un tal Pirén, que a su vez engendró a Ío. En esta parte del poema ya se nos habla de la unión amorosa entre Zeus e Ío. Zeus la sedujo cuando era sacerdotisa de Hera. Descubierto por Hera, él, enamorado de la muchacha, la convirtió en una vaca blanca y juró no unirse con ella. Por lo cual dice Hesíodo, en un aition, que los juramentos que nacen por amor no atraen la cólera de los dioses. Hera, tras pedir la vaca a Zeus, puso por guarda de la misma a Argos Panoptes («que todo lo ve»). A continuación se nos relata el epíteto de Hermes Argifonte, esto es, el «matador de Argos». Ío finalmente daría a luz a su hijo habido por Zeus, que fue Épafo, y este a su vez engendró a Libia, la heroína epónima del continente africano, lo que encamina la narración del Catálogo fuera de la Hélade.
Acto seguido interviene Poseidón, que hace a Libia madre de Belo y Agénor. Toma su lugar en el poema la descripción de la familia de Belo, que es narrada extensamente a lo largo de todo el libro II y alcanzan incluso el tercer libro, donde ya se une a la descendencia de Agénor. Baste decir que Belo al menos tuvo una hija, Tronia, que alumbró al epónimo Árabo en su unión con Hermes. Belo también fue padre de dos hijos, Egipto y Dánao. El Catálogo da paso entonces a la boda masiva entre los cincuenta hijos de Egipto, los Egíptidas, con las cincuenta hija de Dánao, las Danaides; poco ha sobrevivido acerca de la narrativa en los fragmentos conservados. Dánao y sus hijas huyeron a Argos: «de una Argos que sin agua estaba hicieron las Danaides una Argos abundante en agua»; se dice que las Danaides fueron las primeras en perforar pozos. Los hijos de Egipto siguieron a las Danaides hasta Grecia, con la intención de contraer matrimonio, pero al menos en la versión predominante del mito Hipermestra acabaría desposándose con Linceo. Hijo de ambos fue Abante, rey de Argos, que a su vez engendró a Preto y Acrisio.
Preto, que reinó en Tirinto, se unió a Estenebea, hija de Afidante. Ésta le dio tres hijas, las Prétides, llamadas Leucipe, Ifínoe e Ifianasa, a quienes todos los panhelenos pretendían. Cuando llegaron a la edad madura cometieron un desacato en contra de alguna deidad; algunos dicen que no dieron acogida a los misterios de Dioniso, pero otros que despreciaron una estatua de Hera, no queda claro si en el poema ofendieron a una de esas deidades o a ambas de alguna manera. Sea como fuere las Prétides fueron castigadas con la locura, y así vagaban lejos de Argos, uniéndose a otras mujeres por lascivia y pastando por los campos creyéndose vacas. Además también fueron invadidas con la sarna y sus cabezas quedaron calvas. En ese momento llegó a Tirinto el adivino Melampo, hijo de Amitaón, que las curó de su locura. Preto, agradecido dio a las muchachas en matrimonio con Melampo y su hermano Biante. No se sabe si a continuación se nos mostraría la descendencia de Melampo, que ha sido conservada muy lacunosa en los fragmentos. Al menos de la descendencia que engendró con Ifianasa se han conservado los siguientes nombres: Cérano, Antífates, Manto, Prónoe, Teoclímeno, Poliído y Oicleo. Estos nombres conforman la familia de los Melampódidas, una estirpe célebre entre los adivinos, y de ellos alguno incluso llegó a intervenir en algún episodio conectado con la guerra de Troya.
La descendencia de Belo terminaría con Acrisio, rey de Argos, que con su esposa Eurídice, hija de Lacedemón, tuvo a Dánae. Fama es que Zeus se unió a Dánae con la forma de una lluvia de oro, y de esta unión nació Perseo. El Catálogo narra entonces el cofre en el que viajaron Dánae y Perseo hasta la isla de Sérifos, para luego citar en rápida sucesión la unión de Perseo con Andrómeda, hija de Cefeo. Andrómeda le dio a Perseo al menos tres hijos, Alceo, Esténelo y Electrión. También se menciona a los teléboas, que sostuvieron una guerra contra Anfitrión, hijo de Alceo.

### Libro III
La división de los libros II y III presenta un problema especial en la reconstrucción del Catálogo. El escolio a Teócrito, Idilios III 40 parece atribuir la historia de Atalanta al libro III, un método de citación que casi seguro se refiere al poema actual. Un papiro se termina con lo que parece ser el comienzo de la primera línea de la Eea de Atalanta seguido por un parágrafo dividido y un espacio en blanco, sugiriendo que se trata de un reclamans; otro papiro transmite claramente el final de las primeras líneas de la sección precedido por un espacio en blanco. Pudiera darse la posibilidad de que se tratase del comienzo de un nuevo libro. Estos dos fragmentos unidos conforman la Eea de Atalanta.
«(O como aquella hija del) famosísimo rey (Esceneo, la divina Atalanta de ágiles pies que se asemejaba a las diosas), que tenía destellos de las Gracias.. . que se negaba a tener relaciones con la raza (de los hombres esperando esquivar) la unión (con los hombres) industriosos... por la muchacha de finos tobillos».
Atalanta, celebérrima por ser veloz, quería evitar el matrimonio, pero una multitud de pretendientes la solicitaban. Esqueneo, hijo de Atamante, prometió dar a la muchacha en matrimonio si el pretendiente era capaz de vencerla en la carrera, no obstante impuso una condición: aquel que perdiese la carrera también perdería la vida. Afrodita le había dado a uno de los competidores, Hipómenes, tres manzanas de oro que utilizaría para retrasar a la muchacha; en el transcurso de la carrera Hipómenes fue arrojando una a una, suplicándole a Atalanta que se compadeciera de él. Al retrasarse Atalanta para recoger la última de las manzanas Hipómenes la adelantó y alcanzó la meta, ganando así la carrera. No obstante la pareja no fue feliz durante mucho tiempo, ya que fueron metamorfoseados en leones por obra de Zeus, pues Atalanta había presenciado «lo que no estaba permitido ver», lo que probablemente se refiera a que se adentró en un precinto sagrado sin permiso. A partir de aquí el texto permanece demasiado lacunoso como para discernir más detalles. Es probable que la atribución de la Eea de Atalanta al libro III sea un dato simplemente incorrecto y que realmente estuviera ubicado en el libro I o II, en la narración sobre los hijos de Atamante. Otra posibilidad es que la Eea en cuestión sí se ubicase en el libro III en relación con la filiación materna de Atalanta. Se desconoce la identidad de la madre de Atalanta en el poema pero esta hipótesis podría ubicar a su Eea dentro de la genealogía de los Ináquidas, y en concreto tras la mención de Dánae.

#### Descendencia de Agénor
En el Catálogo, así como en la tradición mitográfica posterior, se considera a la familia de Agénor como una especie de cajón de sastre donde se engloban a todo tipo de personas extranjeras y desplazadas. Fénix, el hijo de Agénor, fue el héroe epónimo de Fenicia, y, si tanto Cefeo como Cadmo eran sus hijos en el Catálogo, entonces los Agenóridas tendrían presencia también en Etiopía y Tebas. A Fénix se le atribuyen varias consortes, y por una tal Alfesibea fue el padre de Adonis. Fénix estaba desposado con Casiopea, hija de Árabo, quien le dio a Cílice, Fineo, Doriclo y, nominalmente, Atimno; pero Atimno es hijo de Zeus. Fénix también fue el padre de una hija, Europa, pero la madre de ésta debería ser Telefasa como ocurre en la Europa de Mosco.
La historia de Europa, bien conocida en la poesía clásica y posterior, aparece de forma familiar en el Catálogo. Zeus vio que Europa recogía flores en un prado acompañada de ninfas y se enamoró; bajó del Olimpo, se transformó en toro y, a modo de aliento, echó de su boca una flor de azafrán. De este modo engaño a Europa y la subió por los aires, la transportó hasta Creta y se unió a ella. Luego, en esas condiciones, la hizo habitar con Asterión, el rey de los cretenses. Y como había quedado encinta aquélla dio a luz tres hijos, Minos, Radamantis y Sarpedón. Zeus también le regaló a Europa el collar de Harmonía, que había hecho Hefesto, y que más tarde figuraría en la saga tebana. Sarpedón gobernó en Licia y Zeus le dio el don de tener una vida equivalente a tres generaciones. También se describe su muerte en Troya y la lluvia que envió Zeus tras su muerte. Por su parte Minos gobernó en Creta y fue el sucesor de su padrastro Asterión. Poseidón envió a un toro desde el mar con el que yació Pasífae, la esposa de Minos, y con el que engendró al Minotauro, el «toro de Minos». Pasífae también le dio hijos a Minos, al menos Deucalión, Catreo, Androgeo y Eurigies, si es que estos dos últimos no son la misma persona. De las hijas de Minos al menos es citada Ariadna en el mito de la muerte de Androgeo, que conlleva a la muerte del Minotauro a manos de Teseo, y el abandono de Ariadna a manos del héroe ateniense. Otra hija de Minos fue Euríale, que en su unión con Poseidón fue madre de Orión, aunque no está claro si éste aparecería en el Catálogo o en la Astronomía hesiódica. Orión fue bendecido por su padre con el don de poder caminar sobre las aguas y finalmente fue puesto entre las estrellas.
A continuación el Catálogo narraría un episodio conocido como «Vuelta a la tierra», que se centra en Fineo y las Harpías, y que representa el culmen de la estirpe de los Agenóridas. Fineo gobernaba en Tracia, pero fue raptado por las Harpías, hasta la llegada de los Boréadas, Zetes y Calais, quienes persiguieron al vuelo a las dos Harpías por los confines de la tierra. El poeta describe una variedad de lugares y pueblos exóticos, a saber: los catudeos (hombres subterráneos), pigmeos, melaneos (hombres negros), etíopes, libios, escitas "bebedores de leche", semiperros y también grifos. Fue Éforo quien denominó este episodio como Γῆς Περίοδος o Vuelta a la tierra, y hubo una vez en que se pensaba que esta obra era independiente del Catálogo. Este punto de vista fue desechado en 1911, cuando se publicó un extenso papiro en el que aparecía la Vuelta a la tierra justo después de la parte del Catálogo que trata sobre el mito de Europa.

#### Descendencia de Pelasgo
Se cree que la sección que describe a la estirpe arcadia de Pelasgo sigue a los descendientes de los Ináquidas. Pelasgo es uno de los autóctonos y fue padre de Licaón por la oceánide Melibea o la oréade Cilene, ninfa epónima del monte arcadio. Licaón engendró cincuenta hijos, que causaron la cólera de Zeus por su impiedad y eso provocó que los destruyera a todos, excepto a Níctimo. A continuación el poema nos habla de una ninfa local Calisto, que de Zeus tuvo Árcade, epónimo de Arcadia. La versión conocida del catasterismo de Calisto es atribuido a "Hesíodo" por Eratóstenes, pero lo más probable es que se refiera a la Astronomía y no al Catálogo. Árcade tuvo al menos dos hijos, Élato y Afidante. Élato engendró a Épito, padre a su vez de unos tales Tlesenor y Pirítoo. Afidante por su parte fue el padre de Estenebea y de Áleo. La hija de Áleo fue Auge, que por alguna razón fue confiada al cuidado del rey Teutrante de Misia, donde yació con Heracles y le dio un hijo, Télefo. Télefo estaba en el trono de Misia cuando los griegos llegaron por primera vez a sus tierras pensando que se trataba de Troya. También en la genealogía arcadia se nos hablaría de un tal Evandro, padre de Équemo, el esposo de Timandra.

#### Descendencia de Atlante
En la Biblioteca a la genealogía arcadia le sigue directamente la descendencia de Atlante, y parece que una vez más tal condición se cumpliría en el Catálogo, debido a que los rollos de pergamino que nos transmiten el mito de Télefo cubre también a los Atlántidas. Atlante fue padre de las siete Pléyades: «Taígete amable y Electra de ojos oscuros, Alcíone, Astérope y la divina Celeno, Maya y Mérope». La montaraz Maya engendró en el monte Cilene a Hermes, mensajero de los dioses, en su unión con Zeus.
Taígete también se acostó con Zeus, quien la hizo madre del epónimo Lacedemón, de quien desciende la genealogía lacedemonia o espartana. Lacedemón engendró una hija, Eurídice, y un hijo, Amiclas. Éste se desposó con Diomede, por la que fue padre de Jacinto, a quien Apolo mató sin querer. Otro descendiente de Amiclas atestiguado fue Ébalo, padre de Tindáreo. Penélope, la esposa de Odiseo, era hija de Icario, el hermano de Tindáreo. Tindáreo ofendió a Afrodita porque no se acordó de ofrecerle un sacrificio y así hizo a sus tres hijas infieles y las zambulló en la mala fama; y aquí se citarían los dobles matrimonios de Timandra (Équemo y Fileo), Clitemestra (Agamenón y Egisto) y Helena (Menelao y Paris). La descendencia espartana terminaría citando a los dos hijos de Menelao y Helena: Hermíone y Nicóstrato.
Zeus se unió a una tercera Pléyade, Electra, por la que fue padre de Dárdano y Eetión (más conocido como Yasión en fuentes posteriores). Eetión se había acostado con Deméter pero Zeus decidió fulminar al muchacho con un rayo. A continuación se citan por lo menos a Erictonio e Ilo, hijos de Dárdano según la Biblioteca. Le siguen las menciones de dos reyes, Teucro y su hijo Troos, epónimos de los teucros y de Troya, respectivamente. En el Catálogo ya se había descrito al infame rey perjurio Laomedonte, que se las tuvo que ver contra Heracles a causa de su preciado ganado; sabemos por la Biblioteca que Laomedonte era hijo de Ilo y padre de varios hijos, entre ellos Príamo, a la sazón rey de Troya durante la Ilíada. El siguiente fragmento que nos describe el final conservado de la estirpe dardánida está en un estado muy lacunoso y no está muy claro si pertenece a esta parte del Catálogo. Al menos sobreviven las identidades de Bróteas (que bien pudiera referirse a Bóreas), de una hija de Dárdano (cuyo nombre no se ha conservado) y de Pandión. Para entender este episodio hemos de acudir a la Biblioteca, en donde se nos dice que Idea, la hija de Dárdano, se desposó con Fineo, pero ella acusó falsamente a sus hijastros, Plexipo y Pandión, de intento de seducción y Fineo, creyéndola, los cegó.

A continuación se describe la descendencia de Alcíone y Poseidón, cuyos hijos fueron Hirieo, Hiperes o Hiperénor y una hija Etusa, de quien gozó Apolo. Esta sección incluye la Eea de Antíope, hija de Hirieo, que como es fama fue la madre de los gemelos Zeto y Anfión por obra de Zeus. 
«O como la muchacha a la que crio la beocia Hiria».
Los hermanos, a golpe de cítara, construyeron las murallas de Tebas. Anfión convino en desposarse con Níobe, hija de Tántalo, quien le dio diez hijos e igual número de hijas; todos ellos murieron a manos de Apolo y Ártemis por la soberbia de Níobe. Macareo, hijo de Crínaco y nieto de Hirieo, llegó a Lesbos y enamorándose de su belleza natural se estableció en ella. También se describe los amores entre Apolo y Etusa, en las faldas del monte Parneto. El fragmento también se ha conservado muy lacunoso, pero se conviene en que el hijo de Etusa y Apolo fue Eleuter, e hijo de éste fue Yasión. Apolo también tuvo amores con la ninfa Astreide («la astreida de hermosa cabellera»), identificada como hija de este Yasión. Finalmente la hija de Hiperénor, Aretusa, se acostó con Poseidón, pero Hera la metamorfoseó en una fuente de Calcis, no sin antes darle a Poseidón un hijo, Abante, epónimo de los abantes de Eubea. Hijo de Abante fue Calcodonte, y éste a la vez engendró a Elefénor, caudillo del contingente eubeo durante la guerra de Troya.

### Libro IV
El cuarto libro del Catálogo es sin duda el que menos testimonios ha dejado transmitidos en las fuentes. La única evidencia es la Eea de Alcmena, que sí es citada en esta parte de la obra, pero todo lo demás son hipótesis, si bien unas más sugerentes que otras. No obstante, debido a la descendencia de Pélope en los fragmentos, pudiera ser que la última de las Pléyades, Astérope, tuviera su inicio en este libro, para dar paso a la estirpe que procede de Pélope. West cree que en este libro también se describirían las genealogías atenienses y a la descendencia de Asopo, debido a los testimonios de los diferentes personajes descendientes de Asopo que citan los fragmentos. Esto conllevaría a la conclusión del libro IV, finalizar con una digresión o aristía sobre Aquiles, el héroe por excelencia de la guerra de Troya.

#### Descendencia de Pélope
Astérope, una de las Pléyades, yació con Ares y éste la hizo madre de Enómao. Éste fue padre de Hipodamía, que como es fama fue la esposa de Pélope. Primero se describirían a los hijos habidos entre Pélope e Hipodamía, de los cuales al menos están atestiguados Atreo, Tiestes y Diante. En el Catálogo al menos Atreo y Eeropea (nombre hesiódico de Aérope) fueron padres de Plístenes, y éste, de su unión con Cleola, hija de Diante, fue padre de Agamenón, Menelao y Anaxibia. Después Hipodamía le alumbró a Pélope sus tres hijas, Lisídice, Nicipe y Astidamía, mujeres a los que los hijos de Perseo dieron la dote. Alceo se desposó con Astidamía, Nicipe lo hizo con Esténelo, en tanto que Lisídice con Electrión. Esténelo y Nicipe fueron los padres de Euristeo, quien impuso a Heracles sus penosos trabajo y de una hija, Astimedusa. Ésta fue la esposa de Edipo y madre de Polinices y Eteocles. Polinices tomó por esposa a Argea, hija de Adrasto, quien le dio a Tersandro, el inductor de Alcmeón para que tomase parte en la expedición de los Epígonos contra Tebas. El escolio nos dice que tras la muerte de Edipo Argea vino con otros al duelo de Edipo. Por estos datos se cree que en esta parte del poema habría al menos una narración sobre el episodio de los siete contra Tebas. 
Anfitrión era hijo de Alceo y Astidamía, y se casó con su prima Alcmena, hija de Electrión y Lisídice. Es aquí cuando el poema nos introduce la Eea de Alcmena, un episodio que nos habla del viaje de Alcmena a Tebas acompañando a su esposo. 
«O como la que tras abandonar su casa y patria querida llegó a Tebas en pos del belicoso Anfitrión, Alcmena, hija de Electrión, el impulsor del pueblo. Superaba ella a la raza de las femeninas mujeres en belleza y en talla; es más, su inteligencia no la emulaba ninguna de las que las mortales dieron a luz tras acostarse con mortales».
Anfitrión no podía consumir con su esposa hasta que se vengase de la muerte de sus cuñados a manos de los tafios y teléboas. El propio Zeus aprovechó la ausencia de Anfitrión para hacerse pasar por él y así gozar de la propia Alcmena, alegando que ya había regresado triunfante. El verdadero Anfitrión llegó poco después y también se acostó con su esposa. De estas dos uniones Alcmena engendró dos hijos de naturaleza diferente: por Anfitrión fue la madre de Ificles, pero por Zeus alumbró al héroe Heracles.

#### Descendencia de Asopo
El dios fluvial Asopo fue padre de muchas náyades, las Asópides, en su unión con la ninfa Metope. La asópide Arne fue madre de Beoto, pero el hijo de este, Onquesto, fundó un recinto consagrado a Poseidón en el país de los Haliartos. La ciudad de Salamina llevaba su nombre por una hija de Asopo, pero la misma ciudad fue también llamada por diferentes autores como Escira y Cicrea, por ciertos héroes. Escira viene por Escirón, y Cicrea por Cicreo, hijo de Salamina y Poseidón. De Cicreo también proviene la «serpiente cicrea», que causaba muchos daños hasta de Deméter la acogió en Eleusis. Cercira, otra hija de Asopo, fue la madre del epónimo de los feacios, Féax. Pero hijos de Féax fueron Arete y Alcínoo, a quienes Odiseo se topó en sus viajes.
Egina, hija de Asopo, quedó encinta de Zeus, quien le hizo madre del piadoso Éaco. Cuando Éaco llegó a la hombría se afligía por estar solo, por lo que Zeus convirtió a las hormigas del lugar en hombres, los mirmidones, y se los dio como súbditos. Éaco fue padre de tres hijos, Peleo, Telamón y Menecio; este último fue el padre de Patroclo. Toma el relevo entonces Peleo, que había llegado a Ftía, e hija de este fue Polidora; se identifica a esta Polidora con la hija de Peleo y Antígona mencionada en la Biblioteca. Más tarde Peleo llegó a Yolcos, a la corte de Acasto. La mujer de Acasto, Astidamía, se enamoró de Peleo y, ante los desdenes de éste, le calumnió ante su marido de haber querido violentarla. Acasto pretendió vengarse de él en una cacería en la que Peleo demostró la victoria que le querían arrebatar mediante las lenguas de las piezas capturadas, lenguas que Peleo había guardado en su zurrón. Nuevamente intentó Acasto vengarse, abandonando a Peleo mientras dormía en el monte Pelión, pero el centauro Quirón salvó a Peleo y le devolvió la daga. La nereida Tetis, por agradar a Hera, rehuyó la unión marital con Zeus, y éste, encolerizado, juró que ella cohabitaría con un mortal. Como es fama, Peleo terminó desposándose con Tetis, quien le parió a Aquiles. El poema dice de Aquiles que llegó hasta Moenia (ahora Pédaso) pensando que era Ilión, y la conquistó gracias a una muchacha que se enamoró de él, pues le reveló que la ciudad no tenía agua.

### Libro V
El último libro del Catálogo es diferente a los otros cuatro porque abandona la estructura genealógica. El libro V comienza con alrededor de 200 versos hablando de los pretendientes de Helena, en un estilo similar al catálogo de naves del canto II de la Ilíada. A pesar de que se cree que el número estimado de pretendientes en el poema rondaba en torno a veinticinco pretendientes, tal sólo se han conservado los nombres de doce de ellos. De Argos llegaron Anfíloco y Alcmeón, hijos de Anfiarao, que pretendieron conquistar a Helena, pero no pudo darse el caso debido al castigo que se cernía sobre ellos por el matricidio de Erífile. Odiseo, que era más prudente, no envió presentes de matrimonio, pues sabía que Helena iba a ser desposada con Menelao; lo único que hizo fue enviar un aviso a Cástor y Polideuces, hermanos de la muchacha. Por su parte Toante no era tan astuto como Odiseo, y así envió una dote de muchas vacas y ovejas con la esperanza de ganarse la mano de Helena. Desde Fílace muchos presentes fueron enviados por Podarces y Protesilao, quienes eran primos en el Catálogo, y no hermanos, como son citados en el catálogo de naves. Desde Atenas muchos calderos de oro y trípodes eran entregados por Menesteo, convencido de que era el más rico de los pretendientes. Áyax pretendió a Helena desde Salamina, prometiendo realizar una incursión para apoderarse de las riquezas de las islas cercanas y así pagar la dote. Idomeneo realizó un largo viaje desde Creta, habiendo conocido la belleza de Helena tan solo de oídas; también de Creta hubo otro pretendiente, Licomedes.
Antes de comunicar su decisión, Tindáreo, padre putativo y tutor de Helena, hizo prometer a todos los pretendientes que acatarían un juramento: si alguien tomaba a Helena a la fuerza todos los pretendientes jurarían vengarse del raptor. Cada pretendiente aceptó el juramento, con la firme convicción de sería elegido como esposo de la muchacha. En este punto del Catálogo ya era sabida la elección de Tindáreo. El poeta introduce a Aquiles, pues Zeus tenía planeado en su fuero interno que el hijo de Peleo fuera un instrumento de destrucción en Troya, que pondría fin a la edad de los héroes. Al final Menelao fue el pretendiente ganador, porque entregó la mayor cantidad de dote, con la ayuda de su hermano, Agamenón. Este sería el caudillo de la expedición a Troya y era considerado el hombre más poderoso por aquel entonces. De estar presente Aquiles sería el pretendiente ganador de la mano de Helena, pero por entonces todavía era demasiado joven.  La narración de los pretendientes de Helena termina finalmente con la boda de Menealo y Helena, y el nacimiento, sin esperarlo, de su hija Hermíone.

#### Final de la edad heroica
Los últimos versos del Catálogo, aunque se han conservado muy lacunosos, nos hablan del final de la edad de los héroes. Zeus planeaba causar la guerra de Troya, utilizando como sus instrumentos a Helena y a Aquiles, pero las circunstancias que llevarían a dar el paso en el poema no están claras. Directamente después del nacimiento de Hermíone estalla una disputa entre los dioses y Zeus intriga para exterminar a la muchedumbre de la humanidad, que era demasiada populosa, mediante una gran guerra que nunca se hubiera observado hasta el momento. Se observa entonces un cambio dramático de argumento en el poema, precedido por la descripción de una gran tormenta. Estas últimas líneas, descritas por West como «el pasaje poético más elaborado de todo el Catálogo», tienen su paralelo en la profecía de Calcante del canto II de la Ilíada, en donde se presagian los nueve primeros años estériles de la guerra de Troya en la forma de una serpiente que engulle a nueve polluelos de un gorrión. Es imposible no pensar en un ritornello al proemio del poema (fr. 1) a la hora de captar el sentido general de los versos siguientes: Zeus parece como hastiado de la inextricable mezcolanza de los dioses con los hombres y quiere poner algún remedio que regenere a una humanidad tan bastarda. Con un tanto de imaginación también puede uno espigar paralelos en el mito de las edades de los Trabajos y días (vv. 106-201).

### Fragmentos de lugar incierto
El estilo, contenido, y referencias explícitas, según los casos, aseguran la pertenencia de los frs. 205-245 (ed. West) al Catálogo. La concatenación temática es evidente en algunos grupos. El resto de los fragmentos no agrupados se refiere a datos hesiódicos imposibles de encajar en ninguno de los contextos literarios acotables hasta el momento. Citaremos los casos más notables, en cuanto a su temática.

La ciudad de Cirene, en donde el poema tiene implicaciones más allá del contenido, por su narrativa está conectada con la ciudad libia de Cirene, por lo que la composición terminus post quem del Catálogo debería datar del 631 a. C., el año aproximado de la fundación de la ciudad. 
«O como la que, en Ptía, con una hermosura recibida de las Gracias, al lado del agua del Peneo vivía, la hermosa Cirene».
En las Píticas IX de Píndaro nos cuenta cómo Apolo vio a Cirene cazando en su Tesalia nativa y cómo rápidamente se encaprichó de la muchacha. El dios se marcha entonces a la cueva del sabio centauro Quirón y le pregunta dónde se encuentra Cirene y si sería prudente unirse a ella. Entonces Quirón profetiza que Apolo está predestinado a unirse con Cirene, y que el dios la llevará a través del mar hasta Libia, en donde ella se convertirá en la reina de una porción del lugar y allí engendrará un hijo, Aristeo. El escolio de la obra relata que «Píndaro tomó la historia de una Eea de Hesíodo» y relata el comienzo de la Eea. Richar Janko, que cree que el Catálogo fue compuesto alrededor del año 690, argumenta que no se conoce hasta qué punto el comentario pindárico es hesiódico, e incluso aunque Apolo llevase a Cirene a Libia no se tiene por qué presuponer la etiología de la ciudad. Otros han argumentado que la citación es demasiado vaga como para que en el poema hesiódico se incluyese la Eea de Cirene, ya se trate del Catálogo o de las Grandes Eeas. Estos últimos alegan que podría haber incluido una narrativa similar a la de Píndaro, presentando una versión diferente del mito, si es que es cierto que en el Catálogo se citaba a Cirene de alguna manera. Obviar o desechar la Eea del poema hesiódico no es una tarea tan sencilla debido a las evidencias de los fragmentos que nos hablan de ella, y posiblemente se trate de dos fragmentos que hablaban sobre Aristeo, de quien tradicionalmente se hablaba en el Catálogo.
Se sabe que el mito de Acteón estaba atestiguado en el Catálago en virtud de una paráfrasis encontrada en un diccionario sobre metamorfosis. De acuerdo con este diccionario, el Catálogo incluía una variante del mito en la cual Acteón fue convertido en ciervo por Ártemis para ser luego muerto a manos de sus propios sabuesos, debido a que intentó tomar como esposa a Sémele. Esto encolerizó a Zeus, que ya tenía en mente unirse con Sémele para engendrar a Dioniso. Antes de que apareciese este testimonio, otro hallado contenía 21 hexámetros en donde se nos relataba el mito de Acteón. Fueron publicados por Edgar Lobel, quien atribuía la localización del texto dentro del Catálogo. En el comienzo del fragmento se nos dice que Acteón había sido desgarrado por sus perros, y que Atenea, o en menor medida Ártemis, se presentó en la cueva de Quirón. La diosa le profetizó al centauro que Dioniso nacería de Sémele y que los canes de Acteón andarían errabundos por las colinas con él hasta su apoteosis, después de la cual regresarían junto a Quirón. El papiro está dañado en este punto pero está claro que los perros fueron conducidos por una “locura” (lyssa) y comenzaron a llorar por su amo cuando la diosa regresó al Olimpo. Merkelbach y West no han incluido este papiro en su edición de fragmentos, e incluso este último denominó a estos fragmentos como «una imitación incoherente de la épica» que incluso harían que el autor del Catálogo «se revolviese en su tumba si llegase a conocer que le fueron atribuidos tales fragmentos». De acuerdo a Glenn Most algunos eruditos creen que el texto es helenístico, pero lo cierto es que es ciertamente arcaico, y por lo menos un puñado de estudiosos contemporáneos lo consideran una parte genuina del Catálogo.
En el país de los lapitas, el rey Élato tuvo una hija llamada Cénide. Poseidón se mezcló con ella y prometió hacerla lo que ella quisiera. Ella pidió que la convirtiese en hombre y la hiciese invulnerable. Conforme a la petición, Posidón la hizo hombre y cambió su nombre por el de Ceneo. La leyenda de Ceneo contiene además el episodio de la lanza clavada en el suelo para que los lapitas la dorasen y la desaparición del héroe en la lucha contra los centauros, aunque de manera muy lacunosa.
Varios fragmentos del poema hacen alusión a personajes de la genealogía ateniense. Butes es atestiguado como hijo de Poseidón, pero otras fuentes lo hacen hijo de Pandión. De la misma manera el epónimo Sición era hijo de Erecteo en el Catálogo. Mélite es un pueblo de la Cecrópida (Ática), y tuvo su nombre a partir de Mélite, hija de Mírmex. Tres héroes de Eleusis son citados juntos: «Eumolpo, Dólico y el magnánimo Hipotoonte», pero también es mencionado Cérix o Cérice. En efecto los Cérices (por Cérix) y los Eumólpidas (por Eumolpo) fueron dos familias administradoras de los misterios eleusinos en la época clásica, que se hacían remontar a estos dos héroes mencionados. En cuanto a Cérix, era nieto de Cécrope.

## Recepción e influencia
Como se ha señalado, el poema tiene similitudes con varios pasajes de Homero, lo que implica que comparten un género en varios aspectos: el Catálogo no existió aisladamente, sino que pertenecía a una clara tradición de poesía genealógica.
El Catálogo fue extremadamente influyente en el periodo helenístico. La Biblioteca mitológica (común y erróneamente atribuida a Apolodoro de Atenas) parece haber sido moldeada en gran parte a partir del Catálogo, dándonos una valiosa prueba sobre la estructura de éste. La obra fue leída ampliamente: en Egipto, los arqueólogos han encontrado fragmentos de papiro de al menos 52 copias diferentes del Catálogo, más que para casi cualquier otra obra individual salvo las épicas homéricas, lo que implica que el poema fue una de las obras literarias más populares allí. 
No se sabe cuándo dejó de leerse el poema. No se conservaron copias intactas del poema hasta la Edad Media, por lo que no hay vínculos directos entre el Catálogo y los catálogos de mujeres medievales como el De claris mulieribus de Boccaccio (1361) o el Cité des dames de Christine de Pisan (1405). La reconstrucción de las obras, a partir de citas en otros autores clásicos, comenzó con la investigación clásica del siglo XIX, y la primera edición impresa apareció en 1823, editada por Gaisford como parte de su colección Poetae minores Graeci, apareciendo dos años más tarde el Hesiodus de Dindorf. Las ediciones más importantes son las de Rzach (1913), Merkelbach y West (1967, 1990) y Hirschberger (2004).